# Оттава (острова)
Оттава (англ. Ottawa Islands, инуит. Arviliit) — группа необитаемых островов в восточной части Гудзонова залива. Расположены недалеко от побережья полуострова Унгава. Административно острова Оттава как и все остальные острова Гудзонова залива относятся к канадской территории Нунавут.

## География
Высшая тока архипелага находится на острове Гилмур и составляет 550 м над уровнем моря. Включают в себя 24 небольших островка, наиболее значительные из которых:
- Бронсон (Bronson Island) — 5 км²,
- Бут (Booth Island) — 5 км²,
- Гилмур (Gilmour Island) — 84 км²,
- Перлей (Perley Island) — 45 км²,
- Пэтти (Pattee Island) — 12 км²,
- Эдди (Eddy Island) — 12 км².

Острова Оттава, также как и соседний архипелаг Белчер, являются кормовой базой для местного подвида обыкновенной гаги.